# Studeniczani
Studeniczani (mac. Студеничани) – wieś w Macedonii Północnej; 5786 mieszkańców (2002). Ośrodek administracyjny gminy Studeniczani.